# Public Access
Public Access è un film del 1993 diretto da Bryan Singer.

## Trama
Un forestiero arriva nella cittadina di Brewster. È un uomo affascinante, cordiale e socievole, il suo nome è Whiley Pritcher (Ron Marquette), la prima cosa che fa è affittare uno spazio in una rete Tv locale con un programma intitolato "La nostra città" aperto agli interventi del pubblico. Vengono fuori pettegolezzi, scandali politici, piccoli rancori, tensioni sommerse, sconcertanti rivelazioni. Ma il vero mistero è un altro: chi è Whiley Pritcher e perché s'è fermato a Brewster?

## Riconoscimenti
- 1993 - Festival del cinema americano di Deauville
  - Premio Critics Award
- 1993 - Sundance Film Festival
  - Premio Grand Jury Prize